# Egor Vyaltsev
Egor Ivanovich Vyaltsev (em russo:  Егор Иванович Вяльцев) (Voronej, 10 de agosto de 1985) é um basquetebolista profissional russo que atualmente joga pelo BC Khimki. O atleta que possui 1,93m de altura, pesa 91 kg atua como armador e tem carreira profissional desde 2003.